# Hlavatce (okres Tábor)
Hlavatce (německy Hlawatetz) jsou obec v okrese Tábor v Jihočeském kraji. Žije v ní 427 obyvatel.

## Název
Název obce je odvozen od slova hlavatci, tj. lidé hlavatí, mající velkou hlavu. 

## Historie
První písemná zmínka o vesnici pochází z roku 1250 v souvislosti s předáním určitého majetku králem Václavem I. biskupství pražskému, včetně pozemků ve vsi Hlavatce (in villa Glauathci). Již v roce 1354 byla v Hlavatcích obsazena fara. Ve 14. století zde bylo vladycké sídlo, tvrz Roubíků, která byla prý v místech statku "u Dvořáků", čp. 49. Pan Jindřich Roubík z Hlavatec byl známým válečníkem doby Jiřího z Poděbrad. Byl původně spolčený s rožmberskou stranou. Když se však Jan II. z Rožmberka přiklonil k uherskému králi Matyáši, stal se z Jindřicha Roubíka z Hlavatec zarputilý nepřítel rodu Rožmberků a opanoval Netolice. S vymřením rodu Roubíků po roce 1530 byla ves rozdělena na dvě části, které pak přešly do vlastnictví Petra Voka z Rožmberka.
Třicetiletou válkou i Hlavatce patrně hodně utrpěly, tam, kde se nezachoval název domu "po chalupě", byl statek vypálen. První zemský katastr, Berní rula z roku 1653 uvádí, že obec patří pod panství bechyňské paní Lidmily Šternberkové. Část vsi patřila také městu Soběslav. Škola byla založena již v roce 1792 pod patronátem knížete z Lobkoviců, školní vyučování probíhalo však i dříve. Nové školní budovy byly stavěny v letech 1865 a 1900. V roce 1908 se ve vsi ustanovilo hospodářské družstvo, které zakoupilo parní mlátičku. Hospodáři platili mírný hodinový poplatek a vzájemně si vypomáhali.
První světové války se zúčastnilo 116 mužů, 16 z nich padlo. Na jejich památku byl roku 1922 v prostoru před školou odhalen pomník. V roce 1923 bylo rozhodnuto o elektrifikaci Hlavatec. Obecním nákladem byly zřízeny přípojky až k rozvodným deskám jednotlivých domů, občané platili pouze instalaci v domě. V roce 1924 tak byla obec prvně elektricky osvětlena, začaly se plně využívat elektrické motory, hlavně k mlácení a řezání dříví. Roku 1930 bylo v Hlavatcích 95 domů, oproti dnešním 116. Většina obyvatel byla rolníky, žili zde také dva řezníci, pumpař, tři hostinští, kolář, kovář, truhlář, obuvník. Za druhé světové války zahynula v koncentračním táboře jedna židovská rodina a další tři občané.
Po válce odešla část lidí pracovat do továren v okolních městech a také se 15 rodin (také ze Svinků a Vyhnanic) odstěhovalo do pohraničí vylidněného odsunem Němců. Při volbách do Národního shromáždění v roce 1946 obdržela v Hlavatcích nejvíce hlasů Československá strana lidová (54,4 %), dále Komunistická strana Československa (19 %), Sociálně demokratická strana dělnická (13,5 %) a Národně socialistická strana (13,1 %). Po únorových událostech vznikl v obci Akční výbor Národní fronty, ostatní politické strany zanikly.
JZD bylo v Hlavatcích založeno v roce 1955, okolí obce výrazně změnilo svou tvář, zmizely úzké pruhy polí a vznikly družstevní lány. Byly postaveny dvě nové drůbežárny a bylo započato se stavbou kravína. V roce 1955 přestali občané Hlavatec topit borkami z rašeliny, tato byla využívána jiným způsobem. V roce 1956 vznikl v obci poštovní úřad, zdejší škola také zakoupila nový televizor, který byl k dispozici v kabinetu školy. Byl to první televizor v obci, další vlastnil předseda MNV. V roce 1958 byla dokončena přístavba školy, v roce 1959 byla započata stavba kanalizace.
Ze šedesátých, sedmdesátých a osmdesátých let 20. století je v obecní kronice řada záznamů o živém kulturním dění v obci. Proběhla řada oslav MDŽ, dne dětí, také taneční zábavy a událostí všedního dne byly také prodejní výstavy Jednoty - knih, spotřebního zboží, potravin, drogerie. V Hlavatcích se konala ochotnická divadelní představení. Obec se zajímala o provoz školy, která byla rozšiřována o další třídy, kabinety a školní jídelnu. Kronikář zaznamenal také úspěchy a neúspěchy JZD, úrodná a neúrodná léta včetně počasí. Velmi tuhá zima byla například v roce 1963, kdy dlouhotrvající sněhová pokrývka donutila lesní zvěř přicházet až do vsi. Myslivci tak museli zakládat krmení v mnoha místech revíru.
V roce 1964 bylo rozhodnuto o zbourání starého hostince a o stavbě nového, taneční sál byl dán do používání o dva roky později, celý kulturní dům byl však dokončen až v roce 1971. V roce 1970 se první rodiny nastěhovaly do nové bytovky, v roce 1973 byla dokončena kanalizace a další úpravy ve vsi, autobusová čekárna, parkoviště u hřbitova a dokončeno ústřední topení ve škole.Také byla otevřena nová prodejna Jednoty a upraven prostor před ní. Ve vsi také hnízdili čápi, na topole na návsi, kde vyváděli mladé. Byli velmi oblíbeni a obdivováni zvláště turisty v létě.
V roce 1975 přistoupili hlavatečtí k bourání kovárny a k úpravě návsi. Také byla odkoupena parcela na farské zahradě a započato se stavbou mateřské školky. Po důkladném průzkumu vodních zdrojů byla vyměřena trasa vodovodu. U rybníka Rytíře vznikla kolonie chat, rybníky Rytíř, Starý a Vyhnanický byly obleženy rekreanty. Školka byla otevřena v roce 1978. V tomto roce byl také zpovozněn vodovod. V roce 1983 byla dokončena obřadní síň a upraven prostor před hřbitovem.
Rok 1989 přinesl obci i občanům řadu převratných změn. Někteří odešli pracovat do soukromého sektoru, také obci byl vrácen majetek, z jehož výtěžku je obec spravována. Jsou vystavěny chodníky, opraven obecní úřad, kulturní dům a další.

## Obyvatelstvo
| Rok            | 1869 | 1880 | 1890 | 1900 | 1910 | 1921 | 1930 | 1950 | 1961 | 1970 | 1980 | 1991 | 2001 | 2011 | 2021 |
| -------------- | ---- | ---- | ---- | ---- | ---- | ---- | ---- | ---- | ---- | ---- | ---- | ---- | ---- | ---- | ---- |
| Počet obyvatel | 853  | 862  | 894  | 866  | 860  | 804  | 757  | 560  | 546  | 502  | 452  | 410  | 397  | 349  | 405  |
| Počet domů     | 126  | 134  | 140  | 142  | 143  | 142  | 153  | 154  | 144  | 131  | 122  | 162  | 166  | 170  | 188  |

## Obecní správa

### Části obce
- Hlavatce
- Debrník
- Vyhnanice

### Obecní symboly
Znak a vlajka byly obci uděleny rozhodnutím předsedy Poslanecké sněmovny Parlamentu České republiky dne 21. dubna 2020.

## Ekonomika
V obci je minipivovar Transformátor.

## Pamětihodnosti
- Kostel svatého Ondřeje
- Fara čp. 1

Jižně od obce se nachází přírodní památka Kutiny, která je chráněná pro výskyt vzácného rostlinného společenstva.